# Gogó

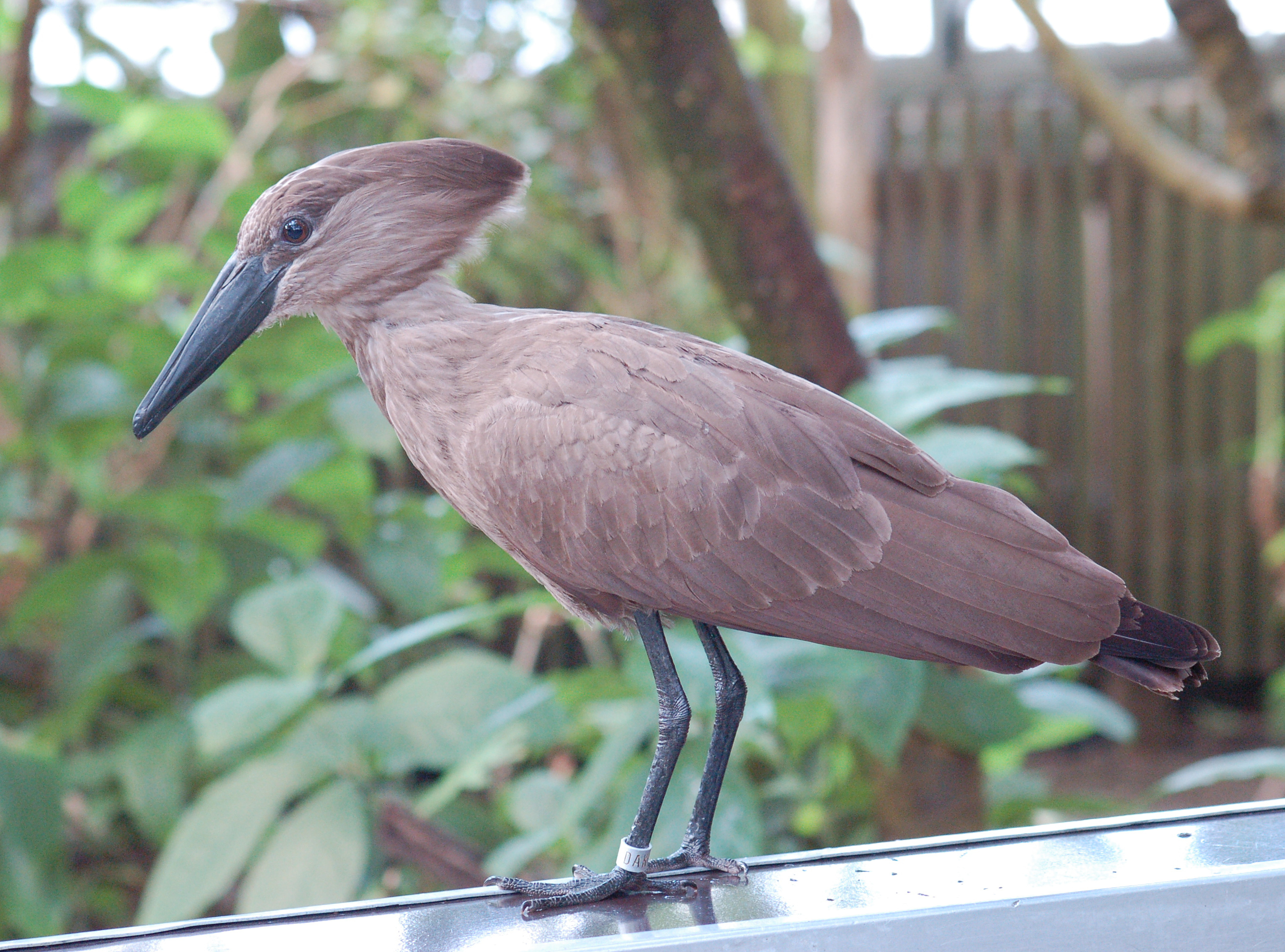

A gogó vagy kalapácsfejű madár (Scopus umbretta) a madarak (Aves) osztályába és a gödényalakúak (Pelecaniformes) rendjébe tartozik. A gogófélék (Scopidae) családjának és a Scopus madárnemnek az egyetlen képviselője.

## Rendszertani besorolása
2014-ben Jarvis és társai alaktani- és DNS-vizsgálatok végeztek a mai madarak körében; felfedezésüket a „Whole-genome analyses resolve early branches in the tree of life of modern birds” (A genom teljes vizsgálata meghatározza a modern madarak családfájának a korai ágait) című írásban adták ki. Ennek a nagymértékű kutatásnak a következtében, az Ornitológusok Nemzetközi Kongresszusánnak (International Ornithological Congress) jóváhagyásával ezt a madárfajt kivették a gólyaalakúak (Ciconiiformes) rendjéből és áthelyezték a gödényalakúak (Pelecaniformes) rendjébe.

## Előfordulása

### Elterjedése
Afrika középső és déli részén, az Arab-félsziget déli részén és Madagaszkáron él. Honos Angolában, Beninben, Bissau-Guineában, Botswanában, Burkina Fasóban, Burundiban, Csádban, a Dél-afrikai Köztársaságban, Dél-Szudánban, Dzsibutiban, Elefántcsontparton, Eritreában, Etiópiában, Gabonban, Gambiában, Ghánában, Guineában, Jemenben, Kamerunban, Kenyában, a Kongói Demokratikus Köztársaságban, a Kongói Köztársaságban, a Közép-afrikai Köztársaságban, Lesothóban, Malawiban, Maliban, Mauritániában, Mozambikban, Namíbiában, Nigerben, Nigériában, Ruandában, Szaúd-Arábiában, Szenegálban, Sierra Leonében, Szomáliában, Szudánban, Szváziföldön, Tanzániában, Togóban, Ugandában, Zambiában és Zimbabwében, vándorlásai során eljut Libériába is.

### Élőhelye
Sekély vízű tavak, folyók és mocsarak lakója.

## Alfajai
- Scopus umbretta umbretta - Afrika nyugati középső, keleti és déli része
- Scopus umbretta minor - Afrika nyugati része
- Scopus umbretta bannermanni - Madagaszkár
- Scopus umbretta tenuirostris - Arábia délnyugati része

## Megjelenése
Hossza 56 cm, kiterjesztett szárnymérete 104 centiméter, farka 16 centiméter. Teste zömök, fején jellegzetes hátra felé nyúló tollbóbitája és nagy, széles szárnya van. Színe egységesen vörösesbarna. Nagy, lapos csőre enyhén kampós és nem hasonlít a gólyaalakúak rendjébe tartozó fajok egyikének csőrére sem. Nyaka és lába gázlómadár létére viszonylag rövid. Farka rövid, lekerekített szárnyai viszont szélesek és nagyok, igen alkalmasak a magasban való körözéshez. Köröző siklása közben fejét előrenyújtja, de amikor szárnycsapásokkal halad a levegőben, akkor hátrahúzza.
|  |  |

## Életmódja
Nem vonuló faj, megszokott élőhelyeiről csak néha telepszik át a szárazabb vidékekre, ahol a szezonális esők feltöltötték a gödröket és talajmélyedéseket.Egyaránt megtalálható a természetes és az ember által kialakított élőhelyeken, így a szavannán, az erdőkben, a kisebb-nagyobb tavak partján, a folyók torkolatvidékén és partjai mentén és az ember által öntözött területeken is. A mesterségesen létesített kis tavakon és csatornákon is hamarosan megjelenik.
Egyedül vagy párosával jár táplálék után, lassú léptekkel gázol a sekély vízben és így kapja el kiszemelt zsákmányát.
Sekély vízben keresi, főként halakból és békákból álló táplálékát.

## Szaporodása
A gogó szinte egész évben fészkelhet. Magas fára vagy sziklára készíti több helységből álló, igen stabil gömb alakú fészkét, oldalsó bejárattal. Általában magányosan fészkel, de több fészek is lehet egy-egy táplálékban jól ellátott fészkelőhelyen egymás közelében is. Fészke a madár méretéhez képest óriási, átmérője meghaladhatja a másfél métert és megépítése hat hétig is eltarthat. A madarak néhány hónapon belül többnyire elhagyják a fészket és újat építenek a territóriumokon belül. Az üres fészek sok más állatfajnak adhat otthont. Néha petymeg költözik bele, máskor madarak például seregélyek vagy galambok költöznek bele, de előfordul, hogy a környék madarai fészkelőanyagnak teljesen széthordják.
Fészekalja 3–5 tojásból áll. A tojások lerakását követően mindkét madár kotlani kezd, egymást váltva a fészken. A fiókák szürke pelyhesek. A fiókákat mindkét szülő eteti. A gázlómadarak többségétől eltérően a szülők sokszor hosszabb időre is magára hagyhatják a kicsiket, feltehetőleg, mert a fészek vastag fala biztos védelmet nyújt a ragadozók ellen. A fiókák kirepülés után még egy hónapig a fészek közelében tartózkodnak és éjszakázni gyakran visszatérnek a fészekbe.